# 4213 Njord
4213 Njord è un asteroide della fascia principale. Scoperto nel 1987, presenta un'orbita caratterizzata da un semiasse maggiore pari a 2,3887355 UA e da un'eccentricità di 0,0766225, inclinata di 3,41617° rispetto all'eclittica.